# 园山街道
园山街道中华人民共和国广东省深圳市龙岗区下辖的一个街道，下辖西坑、安良、大康等共6个社区。该街道产业以未来产业、机械制造、休闲旅游和现代服务业为主，規劃了佔地17.21平方公里的阿波羅未來產業城，其中有光启未来科技城、无人直升机研制及产业化等项目。
2016年12月26日，深圳市龙岗区行政区划调整，管辖的街道由原来的8个拆分为11个，同时从横岗街道分出，新设园山街道。

## 行政区划
下辖以下地区：
保安社区、荷坳社区、银荷社区、大康社区、安良社区和西坑社区。